# Tidens Kvinder (1919-69)
 For alternative betydninger, se Tidens Kvinder. (Se også artikler, som begynder med Tidens Kvinder)
Tidens Kvinder var et dansk ugeblad, der udkom fra 1919 til 1969. Fra 1919 til 1923 var det organ for Danske Kvinders Nationalråd og bragte artikler om aktiviteterne i rådets medlemsorganisationer, hvorefter det blev et mere almindeligt ugeblad, primært rettet mod hjemmegående kvinder. Da flere kvinder fik erhvervsarbejde, faldt oplaget, og bladet lukkede i 1969.
Thora Daugaard var redaktør fra 1919 til 1925 og medudgiver 1923-27.